# Xysticus bonneti
Xysticus bonneti är en spindelart som beskrevs av Denis 1938. Xysticus bonneti ingår i släktet Xysticus och familjen krabbspindlar. Inga underarter finns listade i Catalogue of Life.